# Johann Dargetzow († 1396)
Johann Dargetzow († um 1396) war Bürgermeister der Hansestadt Wismar.

## Leben
Johann Dargetzow der Jüngere, vielleicht des Älteren Sohn, genannt 1360, Ratsherr seit 20. November 1369, seit 1370 auch Provisor an der Nikolaikirche. Er vertrat Wismar seit 1371 auf den Hansetagen, so beim Abschluss mit König Waldemar von Dänemark, 1373 in den Lüneburger Erbstreitverhandlungen. Am 11. Mai 1374 wurde er Bürgermeister der Stadt und hatte in der Hanse großen Einfluss. Er vertrat Wismar 1381 auf Schonen als einziger Gesandter der Stadt in Seeräubersachen und 1386 in Lübeck. 1384 erteilte er gemeinsam mit den drei weiteren Bürgermeistern der Stadt dem Ratsnotar Heinrich von Balse den Auftrag, eine Chronica nova Wismariensis anzulegen, diese Chronik stellte er jedoch nicht fertig. Johann Dargetzow ist zuletzt am 11. Mai 1396 nachgewiesen und wird bald danach verstorben sein.